# Dansk Cater
Dansk Cater er Euro Caters danske afdeling, som står bag 15 foodservicevirksomheder i Danmark: kæderne BC Catering med 6 afdelinger, AB Catering med 5 afdelinger og 3 Inco-varehuse.
Selskabet, der er opstået som en sammenlægning af en række mindre virksomheder gennem tiden, har hovedkontor i Svenstrup ved Aalborg.

## Cateringvirksomheder
- AB Catering

- BC Catering

- Cater Food A/S

## Varehuse
- inco

Inco blev opkøbt af Dansk Cater i 2011. 